# Famille de Jaucourt
Pour les articles homonymes, voir Jaucourt.
 (novembre 2019).
Si vous disposez d'ouvrages ou d'articles de référence ou si vous connaissez des sites web de qualité traitant du thème abordé ici, merci de compléter l'article en donnant les références utiles à sa vérifiabilité et en les liant à la section « Notes et références ».
La première famille de Jaucourt était une famille féodale française, originaire de l'Aube. Elle tenait son nom de la seigneurie de Jaucourt, en Champagne, acquise au début du XIIIe siècle. Cette famille a formé deux branches dont l'aînée, sous le nom de Dinteville, s'est éteinte en 1607, et la cadette, sous le nom de Jaucourt, dans la seconde moitié du XVe siècle. Le nom de Jaucourt a été repris, par filiation cognatique, par une branche puinée de la famille de Digoine, originaire de Bourgogne. Cette seconde famille de Jaucourt se convertit progressivement au protestantisme à partir du milieu du XVIe siècle, à la suite de Jacques de Jaucourt (fils de Françoise de Hamon), mort en 1547. La seconde famille de Jaucourt s'est éteinte en 1852.

## Première famille de Jaucourt (Champagne)
L'origine de la première famille de Jaucourt remonte au début du XIIIe siècle, quand Lambert Ier, chambrier de Thibaut Ier de Navarre, comte de Champagne, panetier et chambellan de la comtesse de Champagne, acheta la terre de Jaucourt, dans l'Aube.
Vers 1226, Pierre Ier, chambrier de Blanche de Navarre (1216) et panetier de Champagne (1234), étend les possessions de la famille en épousant Alix-Duchesse de Mathaux et de Dinteville.
Vers 1450, Guy de Jaucourt achète le château de Vault-de-Lugny, dans l'Yonne. Il sera transmis à la seconde famille de Jaucourt qui le conservera jusqu'au XVIIIe siècle.

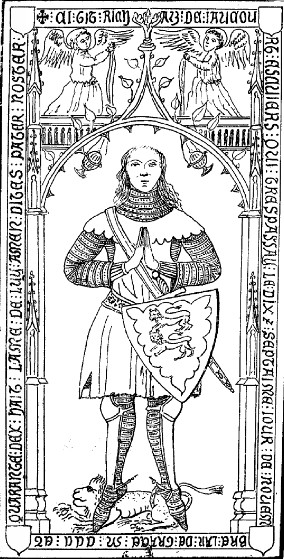
Tombe de Richard de Jaucourt.

### Souche
- Lambert de Jaucourt (vers 1170-1213) achète la baronnie de Jaucourt vers 1200.
- Pierre de Jaucourt (vers 1190-vers 1244), seigneur de Jaucourt, chambrier de Blanche de Navarre (1216), panetier de Champagne (1234). Marié avec Alix de Mathaux, dame de Dinteville vers 1195.
  - Pierre de Jaucourt, premier seigneur de Dinteville (Haute-Marne). Il est la souche de la famille de Dinteville.
  - Thomas de Jaucourt
  - Miles de Jaucourt
  - Alix de Jaucourt
  - Ithier de Jaucourt
  - Erard de Jaucourt (vers 1215- vers 1271), seigneur d'Arsonval, d'Argançon et de Dolancourt, croisé. Inhumé à Val-des-Vignes. Marié avec Agnès d'Eclance.
    - Poincart de Jaucourt, sans postérité.
    - Pierre II de Jaucourt, écuyer. Marié avec Jeanne de Durnes.
      - Richard de Jaucourt (mort en 1340). Marié en 1318 avec Marie Besors (v. 1300-?), dame de Villarnoult. Il est ainsi à l'origine de la branche de Villarnoult.
      - Erard II de Jaucourt (mort en 1346). Époux de Marguerite d’Arc-sur-Thille (morte en 1380).
        - Pierre III de Jaucourt (mort avant 1360). Époux de Jeanne d’Arzillières.
          - Érard III de Jaucourt, † 1367 ; son frère est-il Pierre, chancelier de Bourgogne en 1371, évêque de Nevers en 1374-1380 (aussi donné comme le fils d'Érard Ier de Jaucourt-Dinteville et le frère d'Érard II ci-dessous) ?

        - Jeanne de Jaucourt. Épouse de Jean de Blézy (?-avant 1367). Elle vend Jaucourt en 1367 à Philippe de France, duc de Bourgogne. Sa descendance est éteinte à partir de Suzanne de Blézy (morte en 1525), mariée en 1508 à Christophe de Rochechouart (mort en 1549), seigneur de Chandeniers, Javarzay et La Motte[1].

### Famille de Dinteville
Pierre Ier de Jaucourt, premier seigneur de Dinteville (Haute-Marne) par sa mère Alix de Mathaux. Père de : 
- Pierre II de Dinteville, dont : 
  - Érard Ier, seigneur de Dinteville († vers 1360), dont :
    - Érard II de Dinteville, † vers 1416, marié vers 1404 à Isabelle, fille de Guillaume de Grancey seigneur de Larrey et Chacenay, dame de Bligny. Parents de : 
      - Léger, seigneur de Dinteville, † vers 1476, mari d'Antoinette/Marguerite, fille d'Erard V Trouillart de Lézignes, d'où : Pierre III († vers 1500, mari en 1454 de Louise fille d'Yves d'Alègre de Tourzel et de Marguerite d'Apcher), père de 5 filles qui se partagent la succession en février 1502 : Catherine, Jeanne, Jacqueline, Marguerite et Suzanne de Dinteville : mais leur cousin issu de germain, Louis ci-dessous, exercera un retrait lignager.
      - Jean Ier, frère cadet de Léger de Dinteville, seigneur de Spoy, époux de Jeanne de Pontailler dame des Roches (ou de La Roche)-sur-Aisne (sans doute Chufilly-Roche) et de Fougerolles : d'où la branche de Spoy et de Fougerolles
        - Guyot de Dinteville (le cadet) sire de La Roche-sur-Aisne (sa fille Jeanne transmet ce fief aux Hénin-Liétard par son mariage avec Antoine de Hénin-Liétard)
        - Antoinette, x Érard de Saulx, † 1495, seigneur d'Arc-sur-Tille et de Vantoux, d'où la suite des Saulx-Tavannes avec leur petit-fils le maréchal Gaspard
        - Érard III (l'aîné), sire de Spoy et de Fougerolles, x Guyonne de Vergy (fille de Jean, bâtard de Vergy, maréchal de Bourgogne, lui-même fils de Jean III le Grand de Vergy, sire de Champlitte et Fouvent), d'où :
          - Louis : il récupère sur ses cousines la seigneurie de Dinteville qui passe ensuite à son frère cadet Antoine, car il meurt vers 1508, sans postérité  de sa femme Catherine de Ferrières (des sires de Maligny, Presles et Champlevois) ;
          - Antoine, † 1515 à Milan des blessures qu'il reçut à Marignan, x Barbe de Ste-Maure dame d'Uchon et de Lormes en partie, fille d'Adrien de Sainte-Maure-Montgauger, comte de Nesle, et de Charlotte de Chalon-Arlay d'Orange, comtessse de Joigny. Dont : 
            - Jean II, fils d'Antoine de Dinteville et Barbe de Sainte-Maure-Nesle-Joigny, † 1552 au siège de Metz, x Gabrielle de Stainville, d'où :  
              - Joachim, seigneur de Dinteville, Meurville et Spoy, Uchon (1538-† en 1607 sans postérité de ses deux mariages avec 1° Marguerite de Dinteville-Vanlay ci-dessous, et 2° Léonarde/Léonore, † 1637, fille de Guillaume de Saulx-Tavannes : cette dernière se remaria veuve en 1608 avec Aimé/Aymeric marquis de Tonnay-Charente, fils de René de Rochechouart-Mortemart, ce qui donna à cette branche des Rochechouart le titre de baron de Dinteville) ; et 6 filles, sœurs de Joachim : les plus jeunes étant Jeanne, Isabeau, Françoise (x 1529 Charles de Bourcier de Burlemont : Postérité[2]) et Renée de Dinteville (abbesse de Remiremont en 1570-80), et leurs deux aînées :
              - Agnès de Dinteville, † 1587, x 1558 Joachim de Chastenay-Lanty (cf. famille de Chastenay) : d'où la suite des sires de Dinteville avec leur fille Huberte de Chastenay, femme de Charles de Coligny, fils cadet de l'amiral : postérité éteinte en 1672
              - et Antoinette de Dinteville, x Claude de Bussy (-en-Bugey : à Izernore) d'Eyria (Heyriat à Sonthonnax) et de Brion : 
                - leur fils Joachim-Antide de Bussy d'Eyria, † 1632, époux de Françoise de Saulx-Tavannes, continue les marquis de Dinteville avec son fils Claude-Antoine de Bussy ; ce dernier avait deux sœurs : Marie de Bussy († 1655 ; x François II d'Estaing, d'où Joachim d'Estaing, † vers 1673), et Huberte-Renée de Bussy dame de Lormes (x 1634 Jean de Mesgrigny de Vandeuvre, né vers 1600-† 1678)

            - Isabelle de Dinteville, sœur de Jean II, x 1533 Jean (Bureau) de La Rivière seigneur de Quincy-le-Vicomte et de Seignelay : postérité[3]

  - Jean Ier, † vers 1361, seigneur de Polisy, époux en 1326 de Jeanne/Laurette de Joinville-Sailly dame d'Echenay (alias des Chenets, Echenetz ; fille de Simon, lui-même fils de Robert de Joinville-Sailly, cousin germain du célèbre chroniqueur), d'où la branche de Polisy et d'Échenay :
    - Jean II ; et son frère cadet Érard de Dinteville-Polisy-Echenay, x Mahaut fille de Girard de Cirey et d'Agnès de Bauffremont de Bulgnéville : Parents de - Gérard/Girard de Dinteville († 1393, époux en 1373 d'Alix de Choiseul : leur fils Jean † jeune ; veuve, Alix se remarie avec Pierre Ier de Choiseul seigneur d'Aigremont ; il semble qu'Alix ait laissé aux Dinteville un fief, Dammartin, alias Dommartin ou Dompmartin), et de - Jean III de Dinteville, bailli de Troyes, qui épouse Agnès de Co(u)rtiamble(s) dame de Commarin : 
      - Claude de Dinteville, fils de Jean III et d'Agnès de Cortiamble-Commarin, seigneur de Polisy, Echenay, Commarin, † 1477 à la bataille de Nancy, x Jeanne de La Baume-Montrevel de Mont-Saint-Sorlin, d'où entre autres enfants : 
        - - Louis de Dinteville († 1500, abbé de Saint-Bénigne en 1478-84) ; - Claude, abbé de La Ferté-sur-Grosne en 1470-1506, La Bussière, Beaulieu, Ragny et du Val-Notre-Dame ; - Guillaume, † 1501, abbé de Monstier-Ramey en 1483 et de Saint-Seine ; - Pierre, commandeur de Rhodes à Troyes ; - Guyot d'Echenay, † 1488 à St-Aubin du Cormier ; - Jacques le Jeune († 1506) sire d'Echenay et Dommartin (Dammartin ci-dessus ?), Grand-veneur de France en 1498-1506, x Anne de Châteauvillain de Grancey (remariée veuve au comte Marc de La Baume-Montrevel) ; - François (Ier) de Dinteville, † 1530, évêque de Sisteron en 1506-14 et d'Auxerre en 1513-1530, chanoine d'Autun, Beaune et Dijon, prieur de Choisy, abbé de Montier-en-Der et de Châtillon-sur-Seine ; - Catherine, x Henri de Cicon de Rançonnières ; - Claude, abbesse de Saint-Maur de Verdun ; - Antoinette de Dinteville, abbesse de Maubuisson en 1482-1523 ; et leurs frères :
        - Jacques l'Aîné, † 1522, sire de Commarin, comte de Bar-sur-Seine à partir de 1475/1477 par don de Louis XI, capitaine de Beaune, x 1473 Alix, dame d'Antigny, fille de Guillaume de (Champlitte)-Pontailler sire de Talmay : leur fille Bénigne de Dinteville, dame de Commarin et d'Antigny, épouse en 1500 Gérard de Vienne, seigneur de Ruffey, Chevreaux et Pymont, d'où la suite des seigneurs de Ruffey-sur-Seille, Chevreaux, Commarin et d'Antigny
        - et Gaucher ou Gautier Ier de Dinteville, † 1539, seigneur de Polisy, Echenay et Vanlay, bailli de Troyes, Maître de l'Hôtel du Roi, gouverneur du dauphin François, x 1496 Anne fille de Jean du Plessis d'Ouchamps, d'où entre autres enfants : 
          - - François (II) de Dinteville (1498-1554), évêque de Riez en 1527-30, et d'Auxerre en 1530-54, abbé de Montier-en-Der, de Montiéramey ci-dessus et de Montier-la-Celle ; - Charlotte, x Louis  Raguier de La Motte-Tilly ; - Louis, chevalier de Rhodes ; - Jean IV de Dinteville (1504-† 1555 ou 57), seigneur de Polisy, bailli de Troyes, célèbre ambassadeur en Angleterre (cf. le tableau de Holbein, 1533) ; - Françoise de Dinteville (1512-42), x Claude d'Anglure seigneur de Jours, Ricey et Châtillon : postérité ; et leurs frères :
          - Guillaume de Dinteville (vers 1504-1559), seigneur d'Echenay et Polisy, x 1546 Louise, fille du vicomte François de Rochechouart-Pontville, d'où : 
            - - Claude de Dinteville, x 1562 François de Cazillac et Cessac : postérité ; - Jeanne, x 1° Louis de Lenoncourt baron de Colombey (postérité) et 2° 1555 Philibert II de Choiseul d'Aigremont (Sans postérité) ; - Gabrielle dame de Dammartin, x Philibert II de Coligny-Cressia, neveu de Louise et petit-fils de Philibert Ier de Coligny-Cressia ci-dessous : Postérité ; - Marguerite, x François de Dompmartin de Germiny de Vronville, Grand-gruyer de Lorraine puis colonel des reîtres huguenots, † vers 1624/1626, sans postérité ; - Françoise, abbesse de Notre-Dame de Troyes en 1602-1617 ; - Antoinette de Dinteville, † 1588, x Chrétien de Choiseul de Beaupré, † 1593 : Postérité ; Echenay et Polisy se partagent entre les postérités de ces personnages.

          - et Gaucher ou Gautier II de Dinteville (1509-1550), seigneur de Vanlay, x 1544 Louise, fille de Philibert Ier de Coligny-Cressia et tante de Philibert II de Coligny-Cressia ci-dessus : d'où Marguerite de Dinteville-Vanlay, première femme de Joachim sire de Dinteville, Spoy et Meurville ci-dessus, fils de Jean II : sans postérité.

### Branche de Villarnoult (1318- )

Armes de Richard de Jaucourt.

Richard de Jaucourt (mort en 1340). Il épouse Marie Besors (née vers 1300), dame de Villarnoult, alias Catherine Besors de Villarnoult, en 1318. Il acquiert ainsi le titre de seigneur de Villarnoult, qu'il transmet à ses héritiers. (de sable à deux léopards d'or)
- Gui de Jaucourt (vers 1325-vers 1386). Abbé de Moutiers-Saint-Jean (1363-1386), prévôt du monastère de l'abbaye Saint-Bénigne de Dijon. Sans descendance.
- Philippe Ier de Jaucourt (vers 1322-1392), seigneur d'Auxoix et de Chassigny, conseiller du duc de Bourgogne Philippe, gouverneur de Philippe de Nevers (sans doute Philippe), gouverneur du Nivernais et du Donziois. Il épouse Isabeau de Beauvoir (vers 1340-1399) vers 1370.
  - Giraud de Jaucourt, Sans postérité.
  - Philippe de Jaucourt.
  - Isabelle de Jaucourt. Épouse de Eudes de Champlemy, seigneur du Poizat.
  - Catherine de Jaucourt (?-02/11/1452). Épouse de Philibert de Vaudrey, bailli d’Amont.
  - Guy de Jaucourt (mort vers 1462), seigneur de Marrault, Quers, Le Vault, Montmardelin, Villaines, Saint-Brancher, Saint-Léger de Foucherets, Saint-Germain-des-Champs, Beauvilliers, Bussières et Villarnoult, Rouvray, Comdoy, Saulx, Magny, Saint-Georges-les-Carrières, Aulnay, La Coste, Montjallin, Ruère, etc. Conseiller et Chambellan de Jean sans Peur, Gouverneur des enfants de Bourgogne, comtes de Nevers et Rethel, bienfaiteur de la collégiale d'Avallon. Époux en 1401 de Jeanne Damas (v. 1380-?), originaire de Bourgogne. Il lègue en 1454 une partie de Montmardelin, Les Gathies, avec le Bois de la Bouchoise à l'ouest de Saint-Germain, Villaine, Villula, fiefs en toute justice au Chapitre d'Avallon. En échange de quoi, les chanoines lui donnent le droit de sépulture pour lui et sa famille dans leur église et s'engagent à célébrer, chaque année, un anniversaire solennel pour le remède de son âme et celles de ses ancêtres[5].
    - Philibert de Jaucourt (vers 1402-vers 1462), seigneur du Vault et de Marrault. conseiller et chambellan de Philippe le Bon dès 1431, gouverneur de l'Auxerrois, châtelain de Péronne (1452) à l'écrasement des Gantois à Gavre en 1453, capitaine d'Auxerre (1456/57 et Auxerrois 1462/63). Il épouse Agnès de La Trémoïlle-Dours (v. 1410-1488) le 15 novembre 1438. Sans postérité.
    - Philippe de Jaucourt (mort peu après 1452). Chevalier (1452, adoubé par le seigneur de Croÿ, avec Jean de La Trémoïlle).
    - Antoinette de Jaucourt. Épouse de Jean du Plessis, seigneur de Chevigny (-en-Auxois).
      - Catherine du Plessis, dame de Chevigny et du Plessis-Saint-Jean. Épouse le 1er juillet 1479 Pierre Gallehaut de Choiseul (?-10/02/1510), seigneur de Doncourt et Fresnoy : d'où Jean de Choiseul-Chevigny (l'aîné, souche des ducs de Praslin) et Nicolas de Choiseul (le cadet, souche des sires du Plessis et de Praslin, marquis de Praslin, comtes de Praslin-ducs de Choiseul, comtes d'Ostel).
      - Jeanne du Plessis. Épouse 1° le chevalier Ferri de Grancey (certainement de la branche de Larrey, qui avait hérité de Praslin par l'alliance de Guillaume II de Grancey-Larrey avec Marguerite de Plancy dans la 1re moitié du XIVe siècle), seigneur de Praslin, et 2° Mathelin de Balathier. Sans postérité de ses deux unions, elle donne l'ensemble de ses biens (dont Praslin) à son neveu Nicolas de Choiseul ci-dessus.
      - Agnès du Plessis. Épouse Jean de Jaucourt dit « Digoine » (voir ci-après).

    - Guillaume de Jaucourt, seigneur de Vault, Marrault, Quers, Villarnoult etc. Il épouse en premières noces Madeleine de Ragny, vers 1430 ; et en secondes noces Jeanne de Digoine, vers 1435. Père de :
      - ... Agnès de Jaucourt. Épouse Claude de La Guiche vers 1462.

## Seconde famille de Jaucourt (Bourgogne)
- -     -       - ... et de Jean Ier de Jaucourt dit « Digoine » (mort en 1505), seigneur de Tigny. Époux de sa cousine Agnès du Plessis (fille de Jean du Plessis et d'Antoinette de Jaucourt). Conseiller et capitaine de 100 lances de Charles le Téméraire. D'abord rallié à Louis XI (1476), conseiller, chambellan, bailli de Dijon, gouverneur d'Auxerre. Il reçoit une pension de 500 livres perçue sur les Finances ordinaires & extraordinaires, selon Commines, puis il sert ensuite Marie de Bourgogne dont il sera conseiller, grand maître de son Hôtel, et soulève Avallon, Montréal et Semur. Capitaine cénéral des Armées impériales par lettres données à Nuremberg le 21 juin 1491 avec mission et pleins pouvoirs dans la reconquête du duché de Bourgogne, sur Charles VII. Il prend Arras et Saint-Omer (1492). Puni par Louis XI qui irrité de ses changements fait raser 14 de ses maisons et châteaux à pont-levis[6] (dont celui de Villarnoult et Vault-de-Lugny), arrêter femme et enfants, confisquer tous ses biens. Il rentrera dans ses biens sous Louis XII (Traité de Senlis (1493)).
        - Hugues de Jaucourt, chevalier, seigneur de Marrault, Migé, etc., partisan du Roi des Romains - soutien qualifié de crime de lèse-majesté par Louis XII le 10 juin 1513. Il épouse en premières noces Louise de Roussillon vers 1517 et en secondes noces, Catherine de La Fayette.
          - Anne. Epouse de Philibert II de La Platière.
          - Marie de Jaucourt. Épouse d'André-Adrien de Veilhan, baron de Giry.
          - Anne de Jaucourt. Elle épouse en 1513 Gérard de La Guiche, seigneur de Martigny-Le-Comte (3e fils de Claude et d’Agnès de Jaucourt).

        - Aubert de Jaucourt (mort vers 1527), chevalier, seigneur de Marault, Vault, Rouvray, Saint-Brancher, etc. Homme de grande piété. Il épouse en 1491 Renée Le Roux (fille d'honneur d'Anne de Bretagne).
          - Jean de Jaucourt. Époux de Vérine de Charnier.
          - Hardi de Jaucourt, seigneur du Vault, lieutenant-général pour le roi en Bourgogne, gouverneur de Seurre, bailli de Mâcon. Il épouse Françoise Hamon (?-12/02/1571), dame de Lucinière, Montigny, Soyaulx et La Martinière (Bretagne) (fille de Gilles et de Guillemette Guibé - nièce de Pierre Landais).
          - Jacques de Jaucourt (mort en 1547). Abbé de Pontigny (1527-1543), de Cormery (1545-1547) et de Barbeaux.
          - Antoine de Jaucourt.
          - Aimonde de Jaucourt. Épouse en 1500 Claude de Mailly, chevalier, seigneur de Courtivron (Bourgogne).
          - Agnès de Jaucourt. Épouse en 1516 Claude de La Guiche (?-1497), fils de Gérard et de Marguerite de Pocquières.
          - Bérau(l)de de Jaucourt. Épouse de Jean Coustin de Bourzolles.
          - Anne de Jaucourt, abbesse du Puy.
          - Jean II de Jaucourt (mort en 1572), seigneur de Rouvray, Ruère, Saint-Andeux, etc., chevalier de l’Ordre du Roi, enseigne des Cent-Gentilshommes de Sa Maison, converti au calvinisme. Il épouse Jeanne-Françoise de Bar, dame de Baugy et d'Étréchy.
            - François de Jaucourt († 1567 à la bataille de Saint-Denis), partisan du Prince de Condé. Épouse Louise-Edmée d’Anlezy. Sans postérité.
            - Jean de Jaucourt. Sans postérité.
            - Jacques de Jaucourt. Épouse Nicole de Vienne le 10 mars 1584. Sans postérité.
            - Bernard de Jaucourt. Sans alliance.
            - Edme de Jaucourt (assassiné vers 1594 près de Villarnoul, par des Ligueurs de la garnison d’Époisses). Sans alliance.
            - Pierre de Jaucourt. Sans alliance.
            - Louise de Jaucourt. Mariée avec François Ier de Courtenay (?-1578). Dont postérité : cf. Anne de Courtenay (-La Ferté), première femme de Sully.
            - Renée de Jaucourt. Epouse François d’Epernay, seigneur de Fillouse et Chinay (Nivernais) le 5 décembre 1555. Le couple eut deux filles : Jeanne et Françoise.
            - Anne de Jaucourt.
            - Edmée de Jaucourt. Epouse Guillaume de Coussay, seigneur de Fresnay vers 1571. Dont postérité.
            - Louis de Jaucourt (mort en 1592), seigneur de Rouvray. Chevalier de l'Ordre du Roi. Huguenot. Il épouse en premières noces en 1570, Élisabeth de La Tremoïlle de Brèche, dame de Ménétreux (probable descendante de Jean, bâtard de Louis de La Trémoille) ; le couple a neuf enfants. Il épouse en secondes noces Roberte de Haye (ou Hay), veuve de Claude Stuart, seigneur de Vézinnes ; aucun enfant ne semble issu de ce second lit. Cousin de Hugues de Jaucourt, seigneur du Vault (époux de Louise des Réaulx).
              - Jacques de Jaucourt (mort en 1637), seigneur  de Ménétreux par sa mère, il est la souche de la branche des Jaucourt-Ménétreux (voir ci-après).
              - Pierre de Jaucourt, 1er seigneur d'Espeuilles, baron d'Huban et de Brinon les Allemands (né en 1575). Il épouse Françoise d'Anlezy le 23 janvier 1601. Il est à la base de la branche des seigneurs d’Espeuilles et barons d’Hubans (voir ci-dessous).
              - Gabriel de Jaucourt, seigneur de Bussières.
              - Louis de Jaucourt, seigneur d'Etréchy.
              - Zacharie de Jaucourt (1584-1621), seigneur d'Auxon (? ; Auxon en Champagne est davantage un fief des Jaucourt-Dinteville ! : voir plus haut ; bien plutôt ici Auxon à Saint-Brancher)
              - Théophile de Jaucourt, seigneur de Saint-Andeux (mort en 1606).
              - Élisabeth de Jaucourt (mort en 1666).
              - Renée de Jaucourt.
              - Jean III de Jaucourt (né vers 1572), baron de Villarnoult, chevalier de l’ordre du roi, conseiller en ses conseils d’État et privé, gentilhomme ordinaire de sa chambre. Il épouse Marthe de Mornay, dame de La Forest (17 décembre 1576-1633) le 8 mars 1599 ; le couple a 5 enfants. Il fait refaire le terrier par lettres patentes d'Henri IV[7]. Il se vit saisir ses terres en 1609, à la poursuite de Maximilien de Béthune (duc de Sully). En 1612, il fait aveu de ses terres à la Chambre des comptes de Dijon, où il exposa qu'il avait acquis quelques années avant les terres du Vault pour 18 000 livres.
                - Marthe de Jaucourt, mariée le 17 septembre 1624 avec François Ier Prévost.
                - Philippe II de Jaucourt (?-1660), sire de Villarnoult, marié avec Marguerite de Gueribalde : d'où la suite des sires de Villarnoult et de La Forest (voir à l'article Bussières).
                - Catherine de Jaucourt, mariée le 23 octobre 1616 avec Paul de l'Ile.
                - Jean-Louis de Jaucourt Ier (1575-?), seigneur du Vault épouse avec dispense  sa cousine Françoise Renée de Jaucourt (fille de Pierre de Jaucourt d'Espeuilles et Françoise d'Anlezy) le 5 mars 1638.
                  - Jean IV de Jaucourt, baron du Vault. Il épouse sa cousine Françoise d'Aumale, fille de Philippe d'Aumale-Haucourt de Congerville et de Madeleine de Jaucourt.
                    - Jean-Louis II de Jaucourt, baron du Vault, Alcade des États-Généraux assemblés à Dijon (1697-1700-1710). Époux de Catherine de Bourrée.
                      - Pierre Lazarre de Jaucourt (1688-8 novembre 1734[8]), comte de Jaucourt, baron de Vault, cornette au régiment Royal, capitaine de Dragons à celui de Bauffremont (1730), il participe aux États de Bourgogne. Il épouse Marie Josèphe de Grave (1701-1749), dame de Villefargeau, le 8 décembre 1721.
                        - Pierre Armand de Jaucourt (19/08/1725-?), comte de Jaucourt, baron du Vault, officier (campagne 1742-1743) capitaine au régiment Royal-Infanterie).
                        - Jacques Étienne de Jaucourt (01/09/1726 - 04/01/1774), comte de Jaucourt du Vault, officier réformé au régiment de Bauffremont. Il vend le château à Germain de Montet[9].

### Branche de Ménétreux (1637- )
Jacques de Jaucourt (mort en 1637), seigneur de Ménétreux, par sa mère, de Saint-Andeux et de Rouvray. Il affranchit Ménétreux le 12 juillet 1629. Conseiller du Roi en Ses Conseils d’État & Privé. Il épouse Françoise de La Rivière ; il épouse en secondes noces Sylvie de Beauchamp(s) (mort en 1619) (veuve de François de Mathy, seigneur de La Saussaye ; ce couple avait une fille, Clorinde qui épousa Joachim de Jaucourt - ci-dessous). Il épouse en 3e noces Renée du Plessis (fille du seigneur de La Vérine). Souche de la branche des Jaucourt-Ménétreux (voir ci-après).

### Branche d’Espeuilles et d’Hubans (1575- )
Pierre de Jaucourt, 1er seigneur d'Espeuilles, baron d'Huban et de Brinon les Allemands (1575-?). Épouse Françoise d'Anlezy le 23 janvier 1601.
- François de Jaucourt (1607-1629).
- Madeleine de Jaucourt (1651).
- Françoise Renée de Jaucourt.
- Anne Louise de Jaucourt.
- Edmée de Jaucourt.
- Judith de Jaucourt (ca 1633-1670).
- Pierre de Jaucourt, baron d'Espeuilles. Épouse Madeleine du Faur le 4 décembre 1647 le 23 février 1601.
  - Louise de Jaucourt (1654-1726).
  - Madeleine de Jaucourt (1656-1717) épouse par contrat du 22 août 1681 Armand de Mormès de Saint-Hilaire, lieutenant général, membre du Conseil de la Guerre. Sans postérité.
  - Pierre Antoine de Jaucourt, baron d'Espeuilles et d'Huban (8 octobre 1658-Paris, 10 octobre 1736). Épouse Marie de Monginot le 14 septembre 1684.
    - Étienne Auguste de Jaucourt 1688- ?
    - Marie Josèphe de Jaucourt 1692- ?
    - Isabelle de Jaucourt 1703-1783
    - Louis de Jaucourt, chevalier (Paris, 1704 - Compiègne, 1780), homme de lettres, collaborateur de l’Encyclopédie. Sans mariage ni descendance connus.
    - Marie Antoinette de Jaucourt.
    - Pierre Antoine de Jaucourt, marquis de Chantôme (1687-1780). Épouse Suzanne Marie de Vivans (1702-1er mai 1772).
      - Étienne Vivant (1727-1780), vicomte de Jaucourt. Épouse Thaïs Pauline Simone de La Cour (1755-1806) en 1773.
        - Anne Antoinette Éléonore de Jaucourt (1775-1853). Épouse Guy Émeric Anne de Durfort-Civrac de Lorge, duc de Civrac (1767-1837) le 17 février 1801 à Klagenfurt (Autriche). Dont descendance.

      - Louis Pierre de Jaucourt (Paris, 26 octobre 1726 - 20 janvier 1813)[10], comte de Jaucourt, maître de camp des Gendarmes Écossais, puis général de l'Empire. Épouse en premières noces Elizabeth Sophie Gilly de Montaud (1735-1774) le 11 juillet 1752. Deux enfants naissent de cette union. Il épouse en 2èmes noces Louise Élisabeth de La Chastre (1729-?) le 15 mars 1777, sans enfant connu.
        - Élisabeth Suzanne des Preuilles (d'Espeuilles ?) de Jaucourt (1757-1816). Épouse Hercule Philippe Étienne de Baschi (1747-1826), pair de France le 9 septembre 1772 à Tournan-en-Brie (Seine-et-Marne). Dont descendance.
        - Arnail François de Jaucourt (1757-1852), général et homme politique français. Il épouse Marie Charlotte Louise Perrette Aglaé Bontemps (1762-1848), comtesse de La Châtre par son premier mariage, le 20 nivôse an VII (9 janvier 1799) à Paris IIe.Marie Ch. L. P. A. Bontemps par Élisabeth Vigée-Lebrun, 1789, Metropolitan Museum of Art, New York.

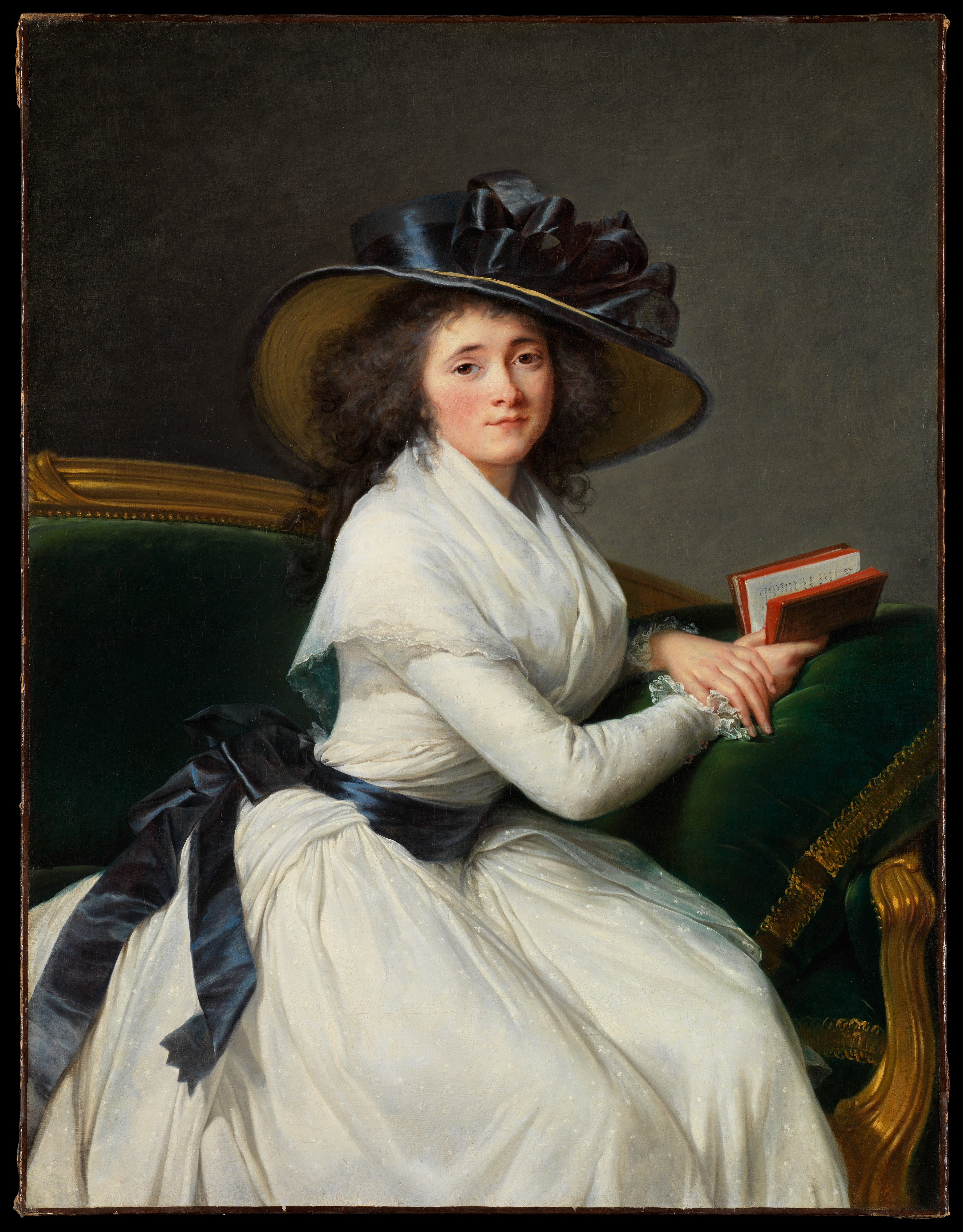
Marie Ch. L. P. A. Bontemps par Élisabeth Vigée-Lebrun, 1789, Metropolitan Museum of Art, New York.

          - Suzanne Calixte de Jaucourt (Paris, 8 brumaire an VII / 29 octobre 1798-?).
          - Sans descendant mâle, et voulant absolument transmettre son titre de marquis et pair, Arnail François de Jaucourt adopta, par acte du 26 avril 1821, Charles Lévisse de Montigny de Jaucourt (Versailles, 22 mai 1786- Paris, 24 février 1877), maître des requêtes au conseil d'État. Marié, dont postérité, en particulier François Lévisse de Montigny, comte de Jaucourt, député.

## Sceaux conservés
D'après  l'inventaire des sceaux de la province de Champagne par Auguste Coulon (1869-1956), avec table des noms de personnes et de lieux complétée et corrigée par Jean-Marc Roger, Paris, Archives nationales de France, 2003.
- JAUCOURT (Agnès, dame de) 1272/1273 Ch 463*
- JAUCOURT (Érard, seigneur de) 1269 Ch 462*
- JAUCOURT (Lambert de). Sceau détaché s. d. [XIIIe siècle] Ch 1407*
- JAUCOURT (Pierre, seigneur de), chambrier de la comtesse de Champagne 1216 Ch 140*
- JAUCOURT (Pierre, seigneur de) 1226/1227 Ch 459*
- JAUCOURT (Pierre de), seigneur de Dinteville 1261 Ch 460*
- JAUCOURT (Thomas de), chevalier 1280 Ch 46

## À raccrocher à l'arbre
- Jean de Jaucourt (1430-?). Marié en 1455 avec Perrette de Trousseauville (1435-?).
- Anne-Jacqueline de Jaucourt, abbesse du monastère (aujourd'hui disparu) Saint-Julien d'Auxerre. Son existence est attestée par une lettre autographe signée datée du 3 juin 1786 (2 p. in-4), vue en vente sur Delcampe.net le 19 juin 2015 (voir en ligne).

## Remarque
Aucune source ne semble apparenter à la famille de Jaucourt Jacques-Louis Jaucourt-Latour ou Jaucourt de La Tour (Aizecourt-le-Haut (Somme), 17 mars 1736 - Gray (Haute-Saône), 8 octobre 1807), général de brigade de la Révolution française.

### Fonds d'archives
- Prise à son compte par frère Louis de Jaucourt, prieur de 'Chicées', au diocèse de Langres, logé au Chaudron, rue des Anglais, des 404 l. 1 s. t. de dépense faite, chez Jean Allaire, hôtelier, à l'enseigne du Griffon, près de la place Maubert, du 1er août au 9 octobre, par Jean Damas, écuyer, seigneur et baron de Digoine, le sieur de 'Courcheval', leurs gens et chevaux, et engagement de s'acquitter pour la Toussaint ; dépôt en garantie d'une panne de martres pour robe d'homme ; versement d'un acompte de 140 l. 10 s. t., 9 octobre 1539. France, archives nationales, MC/ET/XXXIII/24, fol. XLIX (voir en ligne).
- Papiers de Thaïs Simone Pauline de La Cour de Balleroy, veuve d’Étienne Vivant, vicomte de Jaucourt, et du marquis de Jaucourt. Archives nationales de France, T 285. Cité dans : Philippe Bechu, Papiers d'origine privée tombés dans le domaine public : état numérique de la Série T, s. l., Centre historique des archives nationales, s. d., lire en ligne.
- Lettre autographe signée d'Anne-Jacqueline de Jaucourt, abbesse du monastère (aujourd'hui disparu) Saint-Julien d'Auxerre, datée du 3 juin 1786, 2 p. in-4 ; en vente sur Delcampe.net le 19 juin 2015 (voir en ligne).